# ABS Jets
ABS Jets, a.s. je největší česká letecká společnost provozující letecké taxi business jety a další služby sídlící v Praze na Letišti Václava Havla, základnu má také v Bratislavě. Do portfolia služeb ABS Jets patří: správa letadel, údržba letadel, executive handling a hangárování, prodej letadel, plánování letů a podpora leteckého provozu, charter a brokerage, poradenské služby a travel management. ABS Jets je EASC (autorizované servisní středisko Embraer) pro údržbu specifických typů letadel.
ABS Jets je členem European Business Aviation Association (EBAA), National Business Aviation Association (NBAA) a General Aviation Manufacturers Association (GAMA).

## Historie
Společnost byla založena v červnu 2004 na základnech zaniklé společnosti ABA Air a provoz zahájila v prosinci téhož roku. Od svého vzniku rychle rostla a dnes je se svými 12 provozovanými letouny v kategoriích od light po super mid-size největším business aviation operátorem v nových členských státech Evropské unie. Během roku 2006 společnost provedla téměř 1500 letů.
V roce 2007 společnost koupila od Českých arolinií za 204 milionů korun hangár C v prostorách ruzyňského letiště, který bude sloužit k hangárování a údržbě vlastní flotily stejně jako letounů jiných provozovatelů. ABS Jets je certifikovaná jako Embraer Executive Aircraft Service Centre.
V roce 2018 společnost získala mezinárodní ocenění IS-BAH od IBAC, která standardizuje a definuje předepsanou úroveň služeb odbavení. V roce 2019 získala vyšší stupeň ocenění IS-BAH a stala se tak jediným handlingovým operátorem v Česku a na Slovensku, která toto ocenění vlastní.[zdroj?]

## Flotila

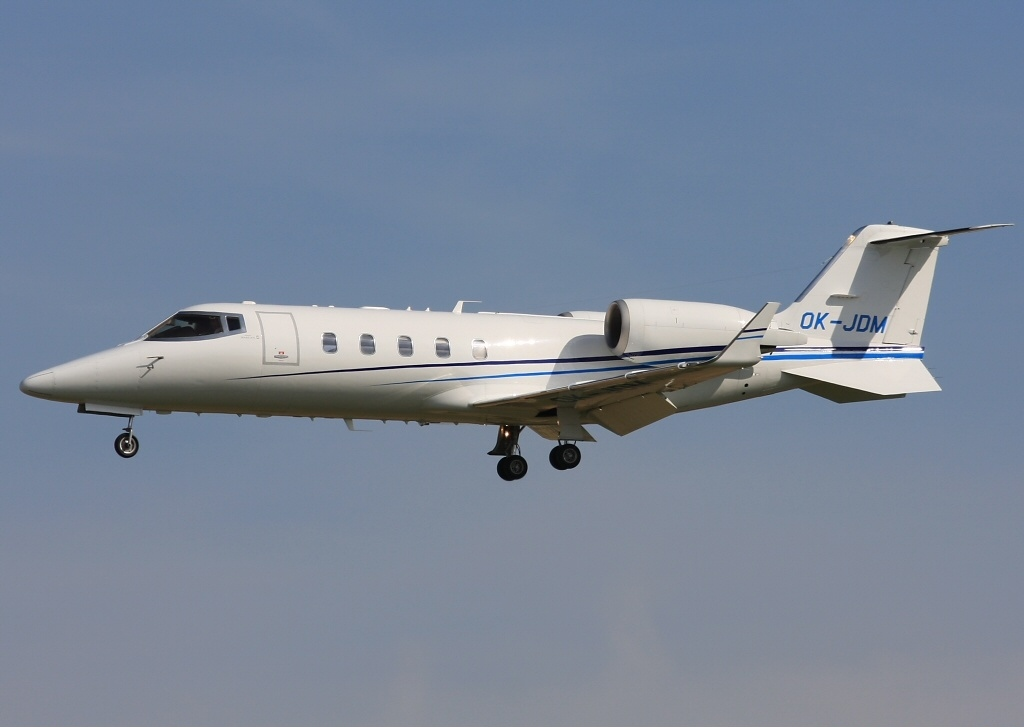
Bombardier Learjet 60XR ABS Jets v roce 2013

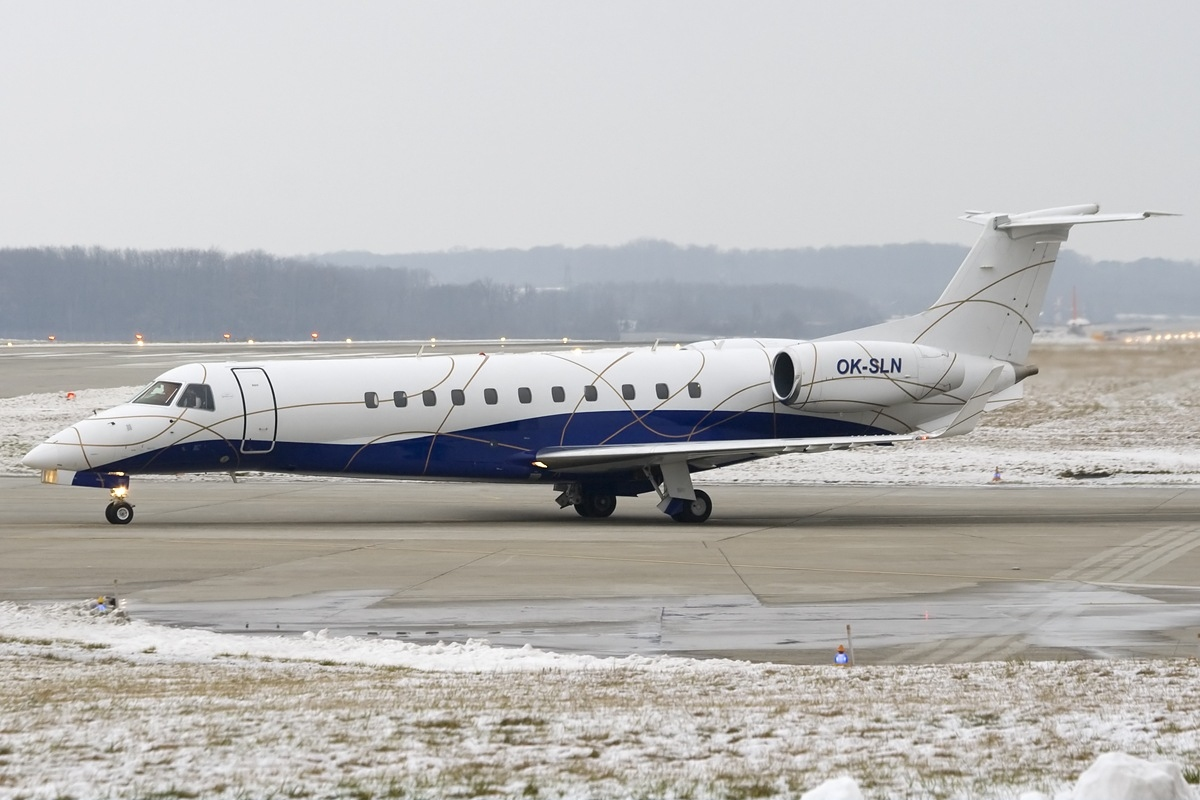
Embraer ERJ-135BJ Legacy v Ženevě, rok 2014

V květnu 2025 ABS Jets provozovala tyto typy letounů:
| Letadlo                   | Počet | Objednané | Cestující | Poznámky |
| ------------------------- | ----- | --------- | --------- | -------- |
| Embraer Legacy 600/650    | 4     | —         | 13        |          |
| Gulfstream G700           | 1     | —         | 19        |          |
| Gulfstream G550           | 3     | —         | 16        |          |
| Gulfstream G650           | 4     | —         | 16        |          |
| Gulfstream G500           | 1     | —         | 16        |          |
| Dassault Falcon 7X        | 1     | —         | 14        |          |
| Bombardier Challenger 605 | 1     | —         | 12        |          |
| Cessna Citation XLS+      | 2     | —         | 7         |          |
| Airbus H145               | 1     | —         | 9         |          |
| Celkem                    | 18    | —         |           |          |